# Donduşeni (condado)
Donduşeni é um condado (ou distrito) da Moldávia. Sua capital é a cidade de Donduşeni.